# نظام الإحداثيات المرجحية

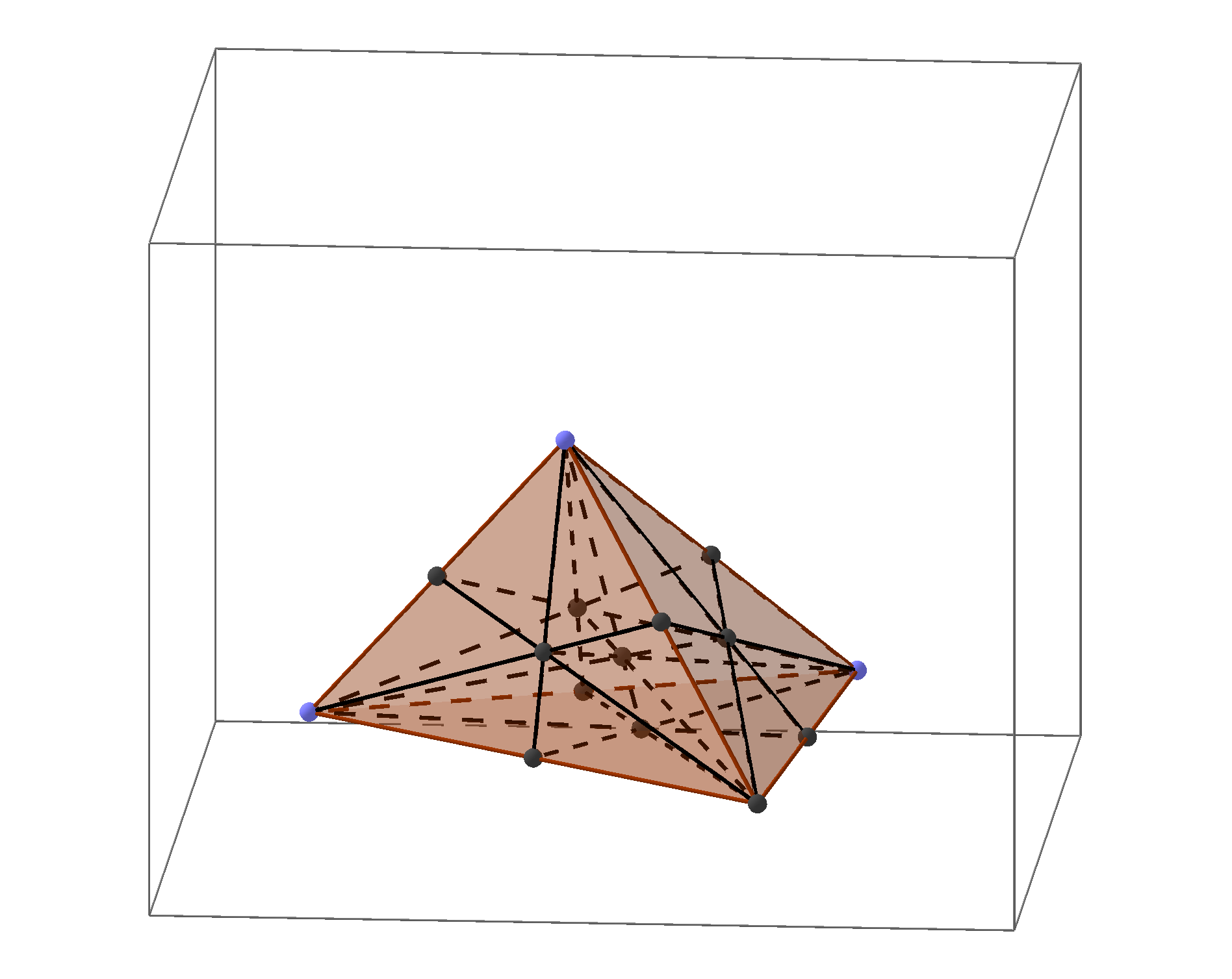
3-البسيط ، مع التقسيمات الفرعية المتمركزة من 1 وجوه (حواف) 2 وجوه (مثلثات) و 3 وجوه (الجسم).

نظام الإحداثيات المرجحية (بالإنجليزية: Barycentric coordinate system)‏ في الهندسة، هو نظام الإحداثيات في أي موقع نقطة من البسيط (بالإنجليزية: simplex)‏ (مثلث، رباعي الوجوه المحدد، الخ) كما في مركز الكتلة، أو مركز الثقل، من كتل غير متساوية توضع في الرؤوس. تمتد الإحداثيات أيضًا خارج البسيط، حيث تصبح إحداثية واحدة أو أكثر سلبية. تم تقديم النظام في عام 1827 من قبل أغسطس فرديناند موبيوس.

## تعريف
ليكن{\displaystyle \mathbf {x} _{1},\ldots ,\mathbf {x} _{n}} البسيط في عقدة فضاء تآلفي A. إذا كان لبعض نقاط {\displaystyle \mathbf {p} } في A
. {\displaystyle (a_{1}+\cdots +a_{n})\mathbf {p} =a_{1}\,\mathbf {x} _{1}+\cdots +a_{n}\,\mathbf {x} _{n}}
وواحد على الأقل من {\displaystyle a_{1},\ldots ,a_{n}} ليست صفرية ثم نقول أن المعاملات ({\displaystyle a_{1},\ldots ,a_{n}}) هي إحداثيات مركزية الثقل {\displaystyle \mathbf {p} } بالنسبة إلى {\displaystyle \mathbf {x} _{1},\ldots ,\mathbf {x} _{n}}. العقد نفسها لها الإحداثيات {\displaystyle \mathbf {x} _{1}=(1,0,0,\ldots ,0),\mathbf {x} _{2}=(0,1,0,\ldots ,0),\ldots ,\mathbf {x} _{n}=(0,0,0,\ldots ,1)} . إحداثيات مركز الثقل ليست فريدة: لأي b لا تساوي الصفر، ({\displaystyle ba_{1},\ldots ,ba_{n}}) هي أيضًا إحداثيات مركزية لP.
عندما تكون الإحداثيات غير سالبة، فإن النقطة تقع في الهيكل المحدب لـ {\displaystyle \mathbf {x} _{1},\ldots ,\mathbf {x} _{n}}، أي في البسيط الذي يحتوي على تلك النقاط كرؤوس.
الإحداثيات مركز الثقل، كما هو محدد أعلاه، هي شكل من أشكال الإحداثيات المتجانسة: في الواقع، الإحداثيات المتجانسة «المعتادة» هي إحداثيات مركز ثقل المحددة في الفضاء المترابط الممتد n على البسيط الذي تمثل رؤوسه النقاط في اللانهاية على محاور الإحداثيات، بالإضافة إلى الأصل. في بعض الأحيان يتم تقييد قيم الإحداثيات بشرط
{\displaystyle \sum a_{i}=1}
مما يجعلها فريدة من نوعها؛ إذن، فهي إحداثيات أفيني. المصطلحات الكلاسيكية في هذه الحالة هي إحداثيات مركزية الثقل مطلقة.

### التطبيقات

حلين للعدد 8 و 5 و 3 L لغز صب الماء باستخدام مؤامرة مركزية. تشير المنطقة الصفراء إلى مجموعات يمكن تحقيقها مع الأباريق. تظهر المسارات الصلبة ذات اللون الأحمر والأزرق المتقطع انتقالات قابلة للتطبيق. عندما تهبط قمة على المثلث المنقط ، 4 تم قياس L.

على الرغم من أن الإحداثيات ثنائية المركز هي الأكثر استخدامًا للتعامل مع النقاط داخل المثلث، إلا أنه يمكن استخدامها أيضًا لوصف نقطة خارج المثلث. إذا لم تكن النقطة داخل المثلث، فلا يزال بإمكاننا استخدام الصيغ أعلاه لحساب الإحداثيات ثنائية المركز. ومع ذلك، نظرًا لأن النقطة خارج المثلث، فإن أحد الإحداثيات على الأقل سينتهك افتراضنا الأصلي بذلك {\displaystyle \lambda _{1...3}\geq 0} . في الواقع، بالنظر إلى أي نقطة في الإحداثيات الديكارتية، يمكننا استخدام هذه الحقيقة لتحديد مكان هذه النقطة فيما يتعلق بالمثلث.
إذا كانت النقطة تقع في الجزء الداخلي من المثلث، فإن جميع إحداثيات Barycentric تقع في الفاصل المفتوح {\displaystyle (0,1).} إذا كانت النقطة تقع على حافة المثلث ولكن ليس عند قمة الرأس، فإن أحد إحداثيات المنطقة {\displaystyle \lambda _{1...3}} (الواحد المرتبط بالرأس المعاكس) هو صفر، بينما يقع الآخران في الفترة المفتوحة {\displaystyle (0,1).} إذا كانت النقطة تقع على قمة، فإن الإحداثيات المرتبطة بهذا الرأس تساوي 1 والأخرى تساوي صفر. أخيرًا، إذا كانت النقطة تقع خارج المثلث، فإن إحداثيًا واحدًا على الأقل يكون سلبيًا.
تلخيص،
نقطة {\displaystyle \mathbf {r} } تقع داخل المثلث إذا وفقط إذا {\displaystyle 0<\lambda _{i}<1\;\forall \;i{\text{ in }}{1,2,3}} .
{\displaystyle \mathbf {r} } تقع على حافة أو زاوية المثلث إذا {\displaystyle 0\leq \lambda _{i}\leq 1\;\forall \;i{\text{ in }}{1,2,3}} و {\displaystyle \lambda _{i}=0\;{\text{, for some i in }}{1,2,3}} .
غير ذلك، {\displaystyle \mathbf {r} } تقع خارج المثلث.
على وجه الخصوص، إذا كانت النقطة تقع على الجانب الآخر من الخط الجانبي من قمة الرأس المقابلة لذلك الخط الجانبي، فإن إحداثيات نقطة المركز لتلك النقطة المقابلة لذلك الرأس تكون سلبية.

#### الاستيفاء على شبكة مثلثية غير منظمة

يتم الحصول على السطح (الجزء العلوي) من الاستكمال الخطي عبر شبكة مثلثة معينة (الجزء السفلي) في المستوى س ، ص. يقترب السطح من دالة z = f (x ، y) ، بالنظر فقط إلى قيم f على رؤوس الشبكة.

إذا {\displaystyle f(\mathbf {r} _{1}),f(\mathbf {r} _{2}),f(\mathbf {r} _{3})} هي كميات معروفة، ولكن قيمها {\displaystyle f} داخل المثلث المحدد بواسطة {\displaystyle \mathbf {r} _{1},\mathbf {r} _{2},\mathbf {r} _{3}} غير معروف، يمكن تقريبها باستخدام الاستيفاء الخطي. توفر إحداثيات Barycentric طريقة مناسبة لحساب هذا الاستيفاء. إذا {\displaystyle \mathbf {r} } هي نقطة داخل المثلث بإحداثيات ثنائية المركز {\displaystyle \lambda _{1}} ، {\displaystyle \lambda _{2}} ، {\displaystyle \lambda _{3}} ، ثم
{\displaystyle f(\mathbf {r} )\approx \lambda _{1}f(\mathbf {r} _{1})+\lambda _{2}f(\mathbf {r} _{2})+\lambda _{3}f(\mathbf {r} _{3})}
بشكل عام، بالنظر إلى أي شبكة غير منظمة أو شبكة مضلع، يمكن استخدام هذا النوع من التقنية لتقريب قيمة {\displaystyle f} في جميع النقاط، طالما أن قيمة الدالة معروفة في جميع رؤوس الشبكة. في هذه الحالة، لدينا العديد من المثلثات، كل منها يتوافق مع جزء مختلف من الفضاء. لإقحام وظيفة {\displaystyle f} عند نقطة ما {\displaystyle \mathbf {r} } ، يجب أولاً العثور على مثلث يحتوي على {\displaystyle \mathbf {r} } . لنفعل ذلك، {\displaystyle \mathbf {r} } تتحول إلى إحداثيات مركزية لكل مثلث. إذا تم العثور على بعض المثلث بحيث ترضي الإحداثيات {\displaystyle 0\leq \lambda _{i}\leq 1\;\forall \;i{\text{ in }}1,2,3} ثم تكمن النقطة في ذلك المثلث أو على حافته (موضحة في القسم السابق). ثم قيمة {\displaystyle f(\mathbf {r} )} يمكن أن يكون محرف كما هو موضح أعلاه.
تحتوي هذه الطرق على العديد من التطبيقات، مثل طريقة العناصر المحدودة (FEM).
يمكن أن يكون تكامل دالة عبر مجال المثلث مزعجًا للحساب في نظام إحداثيات ديكارتية. يجب على المرء عمومًا تقسيم المثلث إلى نصفين، ويتبع ذلك فوضى كبيرة. بدلاً من ذلك، غالبًا ما يكون من الأسهل إجراء تغيير في المتغيرات على أي إحداثيات ثنائية المركز، على سبيل المثال {\displaystyle \lambda _{1},\lambda _{2}} . تحت هذا التغيير من المتغيرات،
{\displaystyle \int _{T}f(\mathbf {r} )\ d\mathbf {r} =2A\int _{0}^{1}\int _{0}^{1-\lambda _{2}}f(\lambda _{1}\mathbf {r} _{1}+\lambda _{2}\mathbf {r} _{2}+(1-\lambda _{1}-\lambda _{2})\mathbf {r} _{3})\ d\lambda _{1}\ d\lambda _{2}}
أين {\displaystyle A} هي مساحة المثلث. تنجم هذه النتيجة عن حقيقة أن مستطيلًا في الإحداثيات ثنائية المركز يتوافق مع رباعي الأضلاع في الإحداثيات الديكارتية، ونسبة مساحات الأشكال المقابلة في أنظمة الإحداثيات المقابلة تعطى من خلال {\displaystyle 2A} . وبالمثل، من أجل التكامل عبر رباعي الأسطح، بدلاً من تقسيم التكامل إلى قطعتين أو ثلاث قطع منفصلة، يمكن للمرء التحول إلى إحداثيات رباعي السطوح ثلاثية الأبعاد تحت تغيير المتغيرات {\displaystyle \int \int _{T}f(\mathbf {r} )\ d\mathbf {r} =6V\int _{0}^{1}\int _{0}^{1-\lambda _{3}}\int _{0}^{1-\lambda _{2}-\lambda _{3}}(\lambda _{1}\mathbf {r} _{1}+\lambda _{2}\mathbf {r} _{2}+\lambda _{3}\mathbf {r} _{3}+(1-\lambda _{1}-\lambda _{2}-\lambda _{3})\mathbf {r} _{4})\ d\lambda _{1}\ d\lambda _{2}\ d\lambda _{3}} أين {\displaystyle V} هو حجم رباعي الأسطح.
تحتوي القمم الثلاثة للمثلث على إحداثيات ثنائية المركز {\displaystyle 1:0:0,\quad 0:1:0,\quad {\text{and}}\quad 0:0:1.} 
السنتويد لديه barycentrics {\displaystyle 1:1:1.} 
خاتر المثلث ABC له إحداثيات مركزية    
{\displaystyle a^{2}(-a^{2}+b^{2}+c^{2}):\;b^{2}(a^{2}-b^{2}+c^{2}):\;c^{2}(a^{2}+b^{2}-c^{2})}
{\displaystyle =\sin 2A:\sin 2B:\sin 2C=(1-\cos B\cos C):(1-\cos C\cos A):(1-\cos A\cos B).}
حيث a, b, c هي أطوال الحواف BC, CA, AB على التوالي من المثلث.
مركز تقويم العظام له إحداثيات مركزية  
{\displaystyle (a^{2}+b^{2}-c^{2})(a^{2}-b^{2}+c^{2}):\;(-a^{2}+b^{2}+c^{2})(a^{2}+b^{2}-c^{2}):\;(a^{2}-b^{2}+c^{2})(-a^{2}+b^{2}+c^{2})}
{\displaystyle =\tan A:\tan B:\tan C=a\cos B\cos C:b\cos C\cos A:c\cos A\cos B.}

## روابط خارجية
- استخدامات إحداثيات باريسينتريك متجانسة في الهندسة الإقليدية الطائرة
- إحداثيات Barycentric - مجموعة من الأوراق العلمية حول الإحداثيات barycentric (المعممة)
- إحداثيات Barycentric: تطبيق غريب (حل مشكلة «النظارات الثلاثة») في عقدة
- نقطة دقيقة في اختبار المثلث
- إحداثيات Barycentric في أولمبياد الهندسة بواسطة إيفان تشين وماكس شيندلر
- أمر Barycenter وأمر TriangleCurve في Geogebra .